# Lijst van presidenten van Irak
De president van Irak is het staatshoofd van Irak. Irak werd een Republiek na het afzetten van de monarchie in 1958. De meeste presidenten waren dictators, die opereerden met een beperkt en geselecteerd kabinet.

## Presidenten van Irak (1958-heden)

### Presidenten van de Iraakse Republiek (1958-2003)
| Nr. | President | President                                      | Ambtstermijn         | Ambtstermijn         |
| --- | --------- | ---------------------------------------------- | -------------------- | -------------------- |
| 1   |           | Abdul Karim Qassem (1914-1963)                 | 14 juli 1958         | 8 februari 1963      |
| 2   |           | Abdel Salem Arif (1921-1966)                   | 8 februari 1963      | 13 april 1966        |
| -   |           | Abd ar-Rahman al-Bazzaz (1913-1973) waarnemend | 13 t/m 16 april 1966 | 13 t/m 16 april 1966 |
| 3   |           | Abdel Rahman Arif (1916-2007)                  | 16 april 1966        | 17 juli 1968         |
| 4   |           | Ahmad Hassan al-Bakr (1914-1982)               | 17 juli 1968         | 16 juli 1979         |
| 5   |           | Saddam Hoessein (1937-2006)                    | 16 juli 1979         | 9 april 2003         |

Na de val van Saddam Hoessein in 2003 leidde een interim regering Irak, zie Coalition Provisional Authority.

### Presidenten van de Iraakse interim regeringsraad (2003-2004)
| Nr. | President | President                         | Ambtstermijn            | Ambtstermijn |
| --- | --------- | --------------------------------- | ----------------------- | ------------ |
| -   |           | Ibrahim al-Jaafari (1947)         | augustus 2003           |              |
| -   |           | Ahmed Chalabi (1944-2015)         | september 2003          |              |
| -   |           | Iyad Allawi (1945)                | oktober 2003            |              |
| -   |           | Jalal Talabani (1933)             | november 2003           |              |
| -   |           | Abdoel Aziz al-Hakim              | december 2003           |              |
| -   |           | Adnan Pachachi                    | januari 2004            |              |
| -   |           | Mohsen Abdel Hamid                | februari 2004           |              |
| -   |           | Mohammed Bahr al-Uloum            | maart 2004              |              |
| -   |           | Massoud Barzani (1946)            | april 2004              |              |
| -   |           | Ezzedine Salim                    | 1 t/m 17 mei 2004       |              |
| -   |           | Ghazi Mashal Ajil al-Yawer (1958) | 17 mei t/m 28 juni 2004 |              |

### Presidenten van Irak (2004-heden)
| Nr. | President | President                                 | Ambtstermijn    | Ambtstermijn    |
| --- | --------- | ----------------------------------------- | --------------- | --------------- |
| -   |           | Ghazi Mashal Ajil al-Yawer (1958) Interim | 28 juni 2004    | 7 april 2005    |
| 6   |           | Jalal Talabani (1933 - 2017)              | 7 april 2005    | 24 juli 2014    |
| 7   |           | Fuad Masum (1938)                         | 24 juli 2014    | 2 oktober 2018  |
| 8   |           | Barham Salih (1960)                       | 2 oktober 2018  | 17 oktober 2022 |
| 9   |           | Abdul Latif Rashid (1944)                 | 17 oktober 2022 | heden           |